# Petar I., ruski car
Petar I. Aleksejevič Romanov (poznat kao Petar Veliki, ruski: Пётр I Алексеевич, odnosno Пётр Великий), (9. lipnja 1672. – 8. veljače 1725.), ruski vladar.
Petar predstavlja zasigurno jednu od najznačajnijih figura u ruskoj povijesti. Carem postaje 1682. godine, zajedno sa svojim bolesnim bratom Ivanom V., s kojim vlada zajednički do 1696. godine, od kada pa do 1724. godine vlada samostalno. 1724. godine za svoju suvladaricu imenuje suprugu Katarinu, s kojom vlada do svoje smrti 1725. godine, kada umire, vjerojatno od posljedica sifilisa.

## Rane godine
Petar dolazi na vlast kao dijete, u dobi od deset godina, zajedno sa svojim bolesnim bratom Ivanom, nakon kratke vladavine njihova starijeg brata Fjodora III. Fjodor je na prijestolju naslijedio oca Alekseja, koji je tijekom svoje vladavine značajno proširio prostor Rusije, prvenstveno na štetu Poljske. Kako Fjodor nije imao djece, pojavio se problem nasljeđivanja te je boljarska duma za cara izabrala maloljetnog Petra, a za regenta je proglasila njegovu majku. Međutim, njegova sestra Sofija to nije prihvatila, već je izvela državni udar uz pomoć trupa koje su se nazivale strijelcima, kojom prilikom je pobijeno mnogo članova Petrove obitelji, a nekim je egzekucijama i sam Petar svjedočio. Po dolasku na vlast Sofija postavlja Ivana kao suvladara (s pravom prvenstva), ali vlast u stvari zadržava za sebe.
| Prethodnik: | ruski car zajedno s Ivanom V | Nasljednik: |
| Fjodor III. | ruski car zajedno s Ivanom V | Katarina I. |